# جيمس بيتس (سياسي)
جيمس بيتس هو سياسي أمريكي، ولد في 24 سبتمبر 1789 في غريني في الولايات المتحدة، وتوفي في 25 فبراير 1882 في يارموث ‏ في الولايات المتحدة. نشط حزبياً في الحزب الديمقراطي. وقد انتخب عضو مجلس النواب الأمريكي ‏.